# Ve (kana)
A hiragana ゑ, katakana ヱ, Hepburn-átírással: we, magyaros átírással: ve japán kana. A hiragana és a katakana is a 恵 kandzsiból származik. A godzsúonban (a kanák sorrendje, kb. „ábécérend”) a 46. helyen áll. Ma már nem használt írásjegy, ritka esetekben előfordulhat például cégnevekben, műcímekben, vagy kegyhelyek nevében. Például a Yebisu sörmárkát is ezzel írják: ヱビス.
|          | Hepburn és magyaros | Hiragana (Unicode) | Katakana    |
| -------- | ------------------- | ------------------ | ----------- |
| Alapalak | we ve               | ゑ (U+3091)        | ヱ (U+30F1) |

## Vonássorrend
|  |  |
|  |  |